# Sergej Kuzovlev
Sergej Jur'evič Kuzovlev (in russo Сергей Юрьевич Кузовлев?; Mičurinsk, 7 gennaio 1967) è un generale russo, comandante del Distretto militare di Mosca da maggio 2024.
Nei suoi quarant'anni di servizio, Kuzovlev è stato comandante di tre armate russe, tre distretti militari russi e capo responsabile delle operazioni militari russe durante la guerra civile siriana.

## Biografia
Kuzovlev è nato il 7 gennaio 1967 a Mičurinsk, nella regione di Tambov, nell'allora RSFS Russa. Dal 1974 al 1984 ha studiato presso la scuola n. 21 nella sua città natale.

### Carriera militare
Nel 1990 si è diplomato alla Scuola superiore di comando aviotrasportato di Rjazan', arruolandosi successivamente nelle unità aviotrasportate russe, dove è diventato inizialmente comandante di plotone e in seguito di compagnia.
Tra il 1997 e il 1999, Kuzovlev ha prestato servizio nel Distretto militare del Caucaso settentrionale come capo di stato maggiore di battaglione, poi comandante di un battaglione d'assalto aviotrasportato. La sua prima posizione di comando di un'unità è stata quella di comandante del 506º Reggimento della 27ª Divisione fucilieri motorizzata delle guardie, guidandolo nella seconda battaglia di Groznyj durante la seconda guerra cecena. Nel 2001 si è diplomato all'Accademia delle armi combinate delle forze armate russe.
Con la costituzione della 15ª Brigata fucilieri motorizzata nel 2005, Kuzovlev ne è diventato il primo comandante fino a luglio 2008. In seguito è entrato a far parte dell'Accademia militare dello Stato Maggiore delle Forze Armate della Federazione Russa e dopo essersi diplomato è stato nominato comandante della 18ª Brigata fucilieri motorizzata. Nel 2010 si è diplomato presso l'Accademia militare dello Stato maggiore delle forze armate russe.
Kuzovlev è stato nominato capo di stato maggiore della 58ª Armata combinata all'inizio del 2014, venendo promosso a maggior generale il 22 febbraio dello stesso anno.
Il Servizio di sicurezza ucraino ha accusato Kuzovlev di aver diretto, sotto lo pseudonimo di Sergej Ignatov, le forze separatiste della Repubblica di Lugansk note come il 2º Corpo d'armata, tra il 2014 e il 2015. Queste accuse sono state respinte dalla Russia e dallo stesso generale. Dopo essere tornato dall'Ucraina, è stato nominato comandante della 20ª Armata combinata delle guardie, carica che ha ricoperto fino al 2016, quando è stato messo al comando della 58ª Armata combinata. Nell'anno successivo è stato messo al comando della neo costituita 8ª Armata combinata, compito che ha ricoperto fino al febbraio 2019. In questo periodo, nel 2017 è stato promosso a tenente generale. Sempre nel 2019, è stato nominato primo vicecomandante e capo di stato maggiore del Distretto militare meridionale (JuVO) e nel 2020 è stato nominato comandante in capo delle truppe russe in Siria.
Il 18 febbraio 2021, con decreto presidenziale è stato promosso a colonnello generale.

### Invasione russa dell'Ucraina
Il 13 dicembre 2022, Kuzovlev ha assunto brevemente l'incarico di comandante del Distretto militare occidentale, venendo succeduto poi da Evgenij Nikiforov tredici giorni dopo. Nel gennaio 2023 Kuzovlev è stato trasferito al comando dello JuVO, succedendo a Aleksandr Dvornikov.
Con il nuovo ripristino del Distretto militare di Mosca nel febbraio 2024, Kuzovlev ne è stato nominato ufficialmente comandante il 15 maggio dello stesso anno.

## Sanzioni
L'Unione europea ha imposto sanzioni contro Kuzovlev in quanto responsabile del sostegno e dell'attuazione di azioni e politiche che compromettono e minacciano l'integrità territoriale, la sovranità e l'indipendenza dell'Ucraina.